# Заповідні модрини
Запові́дні модри́ни — лісовий заказник місцевого значення.
Розташований на території Матейківської сільської ради Барського району Вінницької області (Барське лісництво кв. 74 діл. 5). Оголошений відповідно до Рішення Вінницького облвиконкому від 18.08.1983 р. № 384.
За фізико-географічним районуванням України ця територія належить до Жмеринського району Подільського Побужжя Дністровсько-Дніпровської лісостепової провінції Лісостепової зони. З геоморфологічної точки зору описувана територія є розчленованою глибокими долинами лесовою височиною з сірими опідзоленими ґрунтами.
Клімат території помірно континентальний. Для нього характерне тривале, нежарке літо, і порівняно недовга, м'яка зима. Середня температура січня становить -6,0°… -5,5°С, липня + 18,5°…+19,0°С. Річна кількість опадів складає 500—525 мм.
За геоботанічним районуванням України ця територія належить до Європейської широколистяної області, Подільсько-Бессарабської провінції, Вінницького (Центральноподільського) округу.
Територія заказника є ділянкою цінних соснових культур віком 70-80 років. Сосни досягають висоти в середньому 27 м, діаметра — 36 см, І бонітет. У склад деревостану введена модрина європейська, яка також добре росте на цій території. Особливу цінність становлять два плюсові дерева модрини європейської, виділених в описаних деревостанах.
Травостій цих угруповань — неморально-різнотравний, клімаксове угруповання не сформоване. Зростають у ньому такі види, як зірочник лісовий, копитняк європейський, суниця лісова, вероніка дібровна, тонконіг лучний, дзвоники персиколисті, віскарія, фіалка лісова і собача, мітлиця собача, гніздівка звичайна та ін.